# Александровская волость (Крым)
Алекса́ндровская во́лость — административно-территориальная единица в составе Перекопского уезда Таврической губернии. Образована в результате земской реформы 1890 года, при реоганизации Григорьевской и, частично, Ишуньской волостей.

## География
Располагалась в центре уезда, практически в центре степной зоны Крыма. На западе граничила с Евпаторийским уездом и Джурчинская волость, на севере — Богемская, на юге — юго-востоке граничила с Бютеньской и Тотанайской волостями. Рельеф — плоская степь. Занимала, в основном, север и запад современного Красногвардейского, восток Первомайского и юго-запад Джанкойского районов.

## Состояние на 1892 год
По «…Памятной книжке Таврической губернии на 1892 год» в волости записаны 2 села — Александровка с 489 жителями и Цареквич со 159, а также 9 деревень:
- Джангара-Кемельчи -[3]
- Девлет-Али -[4]
- Кодагай — 70 чел.
- Кончи-Шавва — 168 чел.
- Самав — 74 чел.
- Сырт-Каракчора — 105 чел.
- Темир — 163 чел.
- Тереклы-Ишунь — 35 чел.
- Чокмак — 42 чел.

Также в волости числились посёлок Джанболду с 26 жителями и 6 хуторов: Айбары — с 13 жителями, Бооса — без населения, Караул-Джангара — с 2, Сеит-Болат — с 7, Тюбий — с 6 и Гарварт — с 10 жителями. Всего было учтено 19 населённых пунктов с 1 369 жителями.

## Состояние на 1900 год
В Памятной книжке Таврической губернии на 1900 год зафиксировано 51 деревня и 5 хуторов с 5914 жителями.
Кроме того в волости записаны 5 хуторов: Байборю — 13 жителей, Зелёный — 5, Лагутко-Станиславово — 12, Кендже-Ташлы-Конрат — 33, Ново-Григорьевка — 50 и вокзал Курман-Кемельчи с 27 жителями.

## Состояние на 1915 год
По Статистическому справочнику Таврической губернии. Ч.II-я. Статистический очерк, выпуск пятый Перекопский уезд, 1915 год, в Александровской волости Перекопского уезда числилось 80 различных поселений, из них 2 села — Айбары (160 человек приписных жителей и 73 «посторонних») и Александровка (455 приписных и 111 — «посторонних») и 38 деревень, в которых проживало 5539 человек приписных жителей и 2162 — «посторонних».

| - Акчора — 51/229 чел. - Алгазы-Конрат — 26/17 чел. - Андреевка — 44/28 чел. - Анновка — 95/76 чел. - Аргин — 35/34 чел. - Биюк-Караджав (вакуф) — 59/58 чел. - Биюк-Конрат — 26/17 чел. - Биюк-Корджав — 30/19 чел. - Боз-Гоз (эстонский) — 33/35 чел. - Боз-Гоз-Китай — 31/34 чел. - Даниловка — 78/20 чел. - Девлет-Али — 59/37 чел. - Джамбу-Челеби — 30/0 чел. | - Джанболду — 41/41 чел. - Джанболду (вакуф) — 8/36 чел. - Джангара-Кемельчи — 22/40 чел. - Джиен-Софу — 36/19 чел. - Ишунь Немецкий — 63/63 чел. - Кадыр-Аджи — 56/0 чел. - Карагоджа — 59/65 чел. - Кара-Софу — 26/30 чел. - Караул-Джангара — 26/10 чел. - Кара-Чокмак — 48/22 чел. - Кендже-Ташлы-Конрат — 92/7 чел. - Кият — 24/20 чел. - Кодагай — 90/17 чел. | - Кончи-Шавва — 185/35 чел. - Кудьяр — 84/80 чел. - Самав — 94/0 чел. - Сырт-Каракчора — 112/41 чел. - Ташлы-Кипчак — 3/194 чел. - Ташлы-Конрат — 51/12 чел. - Ташлы-Шейх-Эли — 115/7 чел. - Темир-Джурек-Ишунь — 46/12 чел. - Тереклы-Ишунь — 26/24 чел. - Топай-Кемельчи — 22/37 чел. - Топай-Кемельчи (отруба) — 7/30 чел. - Цареквич — 135/48 чел. - Эльгеры-Каракчора — 84/13 чел. |

Также в волости числились — посёлок Антоновка, она же Курман-Кемельчи (359 человек приписных жителей и 146 — «посторонних») и 20 хуторов: Айкиш, Акчора, Бараш, Бараш-Кучук, Васильевка, Горвардта, Джан-Кисек, Иоганнесфельд, Кендже, Кир-Мамшак, Кодагай (вакуф), Коктеин (Бооса), Новый Кудьяр, Ногайники, Сеит-Болат (она же Вальтеровка), Станиславовка (она же Лагутка), Тюбий (7 человек приписных жителей и 41 — «посторонних»), Улановка (она же Янкой) и 2 хутора Япунджа (в сумме 26 приписных и 60 «посторонних»).
Кроме того была 1 экономия Айбары-Козлар, вокзал Курман-Кемельчи, 2 железнодорожных казармы и 12 железнодорожных будок.
Волость существовала до упразднения, согласно постановлению Крымревкома от 8 января 1921 года.